# Бастай (Нью-Йорк)
Бастай (англ. Busti) — місто (англ. town) в США, в окрузі Чотоква штату Нью-Йорк. Населення — 7543 особи (2020).

## Демографія
Згідно з переписом 2010 року, у місті мешкала 7351 особа в 3200 домогосподарствах у складі 2079 родин. Було 3931 помешкання
Расовий склад населення:
| - 96,8 % — білих - 1,1 % — азіатів - 0,6 % — чорних або афроамериканців - 0,3 % — корінних американців |

До двох чи більше рас належало 1,0 %. Частка іспаномовних становила 1,0 % від усіх жителів.
За віковим діапазоном населення розподілялося таким чином: 20,3 % — особи молодші 18 років, 59,5 % — особи у віці 18—64 років, 20,2 % — особи у віці 65 років та старші. Медіана віку мешканця становила 47,3 року. На 100 осіб жіночої статі у місті припадало 98,4 чоловіків;  на 100 жінок у віці від 18 років та старших — 94,4 чоловіків також старших 18 років.
Середній дохід на одне домашнє господарство  становив 72 544 долари США (медіана — 54 020), а середній дохід на одну сім'ю — 84 763 долари (медіана — 72 093). Медіана доходів становила 50 758 доларів для чоловіків та 40 466 доларів для жінок. За межею бідності перебувало 10,4 % осіб, у тому числі 21,4 % дітей у віці до 18 років та 3,7 % осіб у віці 65 років та старших.
Цивільне працевлаштоване населення становило 3371 особа. Основні галузі зайнятості: освіта, охорона здоров'я та соціальна допомога — 31,2 %, виробництво — 18,4 %, роздрібна торгівля — 11,0 %, мистецтво, розваги та відпочинок — 7,8 %.